# Nevischio (singolo)
Nevischio è il terzo singolo del gruppo rock italiano Verdena, quinta traccia di Endkadenz Vol. 1. La traccia dura 2 minuti e 54 secondi.

## Formazione
- Alberto Ferrari: chitarre, pianoforte, voce
- Luca Ferrari: batteria, synth, rullante, cimbali, ovetto, legnetti
- Roberta Sammarelli: basso
- Marco: ovetti
- Liaviano: ovetti